# Eternal Summer
Eternal Summer (Sheng xia guang nian) è un film taiwanese del 2006 diretto da Leste Chen.
Tre studenti, due ragazzi e una ragazza, si trovano improvvisamente a sperimentar tutti i significati (sia positivi e vantaggiosi, che negativi ed insidiosi) dell'amore, intriso di desiderio ma ostacolato da un senso profondo d'amicizia che non si vuol deludere.

## Trama
La storia narra inizialmente di due amici incontratisi nei primi anni d'infanzia; uno diligente e l'altro arrogante ed insofferente alla disciplina. Nonostante le loro profonde differenze caratteriali, sanno benissimo che posson sempre contar per qualsiasi cosa abbisognino l'uno sull'altro.
Jonathan, studente modello, vive in una cittadina sulle sponde del mare a sud dell'isola di Taiwan: quando ancora frequentava le elementari gli venne chiesto dal maestro di badar ed occuparsi del vicino di banco ribelle ed indisciplinato Shane. Quella che all'inizio pareva esser solo una costrizione e un'incombenza un po' noiosa, col tempo si tramuta in una calda amicizia: dieci anni dopo Jonathan sta proseguendo con eccellenti risultati gli studi accademici, mentre Shane sta seguendo la sua vocazione sportiva sui campi di basket.
Carrie è una bella ragazza che giunge da Hong Kong, dopo un aspro litigio col padre, per andar ad abitar assieme alla madre; si trasferisce nella stessa scuola frequentata anche da Jonathan. Fa presto amicizia con questo ragazzo posato, serio e responsabile, ed un giorno si mettono d'accordo per andar a fare una gita fino a Taipei: la sera stessa tenta di sedurlo in una squallida stanza d'un albergo decrepito ma, vista la reazione sconvolta di Jonathan, non porta a fine il suo proposito di passar la notte insieme dentro lo stesso letto.
Si mettono invece a parlar e, una confidenza dietro l'altra, la ragazza si convince sempre più che il suo bel Jonathan sia invece realmente innamorato del suo miglior amico di sempre, questo Shane che lei ancora non ha mai veduto: le osservazioni e i commenti di Jonathan su Shane le lascian sempre più supporre che lui sia effettivamente gay.
Carrie giunge poi a conoscer anche il "famoso" Shane, lo incontra tramite la comune amicizia con Jonathan, e sembra che questi subito dimostri un forte interesse per la ragazza. Nonostante i suoi dubbi iniziali (Shane non sembra poi così affidabile e maturo, di certo imparagonabile rispetto a Jonathan) Carrie accetta l'offerta di diventar a tutti gli effetti la sua ragazza, ma a condizione che lui riesca ad entrar all'università: deve così darsi da fare e riprender gli studi abbandonati già da alcuni anni.
Più tardi, al momento d'effettuar il test per gli esami d'ammissione alla facoltà prescelta, Shane s'accorge che Jonathan non s'è presentato: l'amico è difatti in piena crisi d'identità sessuale. Shane fa del suo meglio per mantener segreta la relazione che ha iniziato con Carrie, non vuole ferire l'amico e rovinar una così bella amicizia per una cosa del genere: vuole tutelare i sentimenti e il rapporto sia con l'uno che con l'altra (volendo evitare di perdere l'amico a causa di una ragazza, ma senza farsi soggiogare dall'amicizia ed impedirsi nuove esperienze).
Però nonostante tutti i suoi sforzi, la verità infine viene a galla, la resa dei conti con l'amico d'una vita s'avvicina: tutti e tre i protagonisti si troveranno costretti a riveder le proprie posizioni, a cercar una conciliazione fra rapporto amicale e desiderio amoroso. Una nuova consapevolezza emergerà al termine di questa approfondita "autoanalisi" e ciò finirà per mostrar le loro reciproche relazioni in una luce totalmente nuova.

### Protagonisti
- Jonathan (cinese: 正行; pinyin: zheng xing): il cui nome rappresenta astrologicamente la Terra (cinese: 行星; pinyin: xing xing). La terra nel suo percorso gira intorno al sole, lo segue ma non riesce mai ad avvicinarsi ad esso
- Shane (cinese: 守恒; pinyin: shou heng): giovanotto dal fascino malandrino. Il suo nome (cinese: 恒星; pinyin: heng xing) rimanda alla "stella fissa"(-rank); il sole che splende sempre e comunque su tutti indistintamente
- Carrie (cinese: 慧嘉; pinyin: hui jia): la stella cometa (cinese: 彗星; pinyin: hui xing), la cui irruzione improvvisa porta scompiglio nell'ordine planetario preesistente. L'immagine dell'intero sistema non sarebbe completo se mancasse uno dei tre componenti.